# Різеншнауцер
Різеншнауцер (нім. Riesenschnauzer від riesen — гігантський, schnauze — морда), гігантський шнауцер — найбільша порода собак з групи шнауцерів.

## Походження
Батьківщиною різена вважаються землі Вюртемберг і Баварія в Німеччині. Німці відносять його предків до групи пастуших собак. Проте прийнято вважати, що більшість жорсткошерстних собак веде своє походження від мисливських собак, які зустрічаються дуже давно і в різних формах по всій Європі. Є ще одна версія: нібито різеншнауцер походить від великого жорсткошерстного пінчера, який в минулому був поширений в Баварії, в околицях Мюнхена. Рідше собаку називали «російським шнауцером» або «ведмежим шнауцером». Однак коріння походження шнауцера від російських собак не підтверджуються.

## Опис породи
Різеншнауцер — собака врівноважена, рухома, смілива, непідкупна і вірна своєму господареві. Вона витривала, невибаглива, легко пристосовується до різних умов, легко дресується по всіх видах служби. Багато собаківників зі стажем стверджують, що здібності і можливості різеншнауцера в цьому плані ні в чому не поступаються загальновизнаній у всьому світі німецькій вівчарці. Різеншнауцер відрізняється закінченістю форм, тямущістю, прекрасними робочими якостями, що відповідає критеріям службового собаки.

## Стандарт породи
Стандарт FCI визначає такі вимоги до різеншнауцера:
Класифікація: Група II пінчероподібні і шнауцероподібні — молоси, швейцарські гірські, пастуші собаки та інші породи.
Загальний вигляд: великий, сильний, швидше компактний, ніж витончений, з жорсткою проволокоподібною шерстю, рухливий і енергійний. Собака, що володіє всіма характеристиками захисника.
Важливі пропорції: Квадратний формат, висота в холці прямо пропорційна довжині тулуба. Співвідношення довжини голови (від кінчика носа до потиличного бугра) і довжини лінії верху (від холки до основи хвоста) приблизно дорівнює 1:2.
Темперамент та поведінка: Типовими рисами цієї собаки є її чудовий врівноважений темперамент і неповторна відданість господареві. Різеншнауцер володіє дуже добре розвиненими органами чуття. Він розумний, старанний, сильний, наполегливий, має дуже хороший імунітет і відмінно адаптується до нового клімату. Його природна самовпевненість, врівноваженість і витривалість дозволили йому стати чудовим спортивним, робочим і службовим собакою, а також собакою-компаньйоном.

### Голова
Черепна область Череп: міцний, довгастий, потиличний бугор не сильно виражений. Розмір голови відповідає загальному розміру собаки. Лоб плаский, паралельний спинці носа, без зморшок. Перехід від лоба до морди («стоп») добре виражений і підкреслюється розлогими бровами.
Лицьова область:
- Ніс: мочка носа велика, добре розвинута, завжди чорна.
- Морда: клиноподібної форми, рівномірно звужується від очей до мочки носа. Спинка носа пряма.
- Губи: чорні, щільнооблягаючі, сухі.
- Щелепи і зуби: верхня і нижня щелепи міцні. Прикус ножицеподібний, зуби чисті, білі, в повному комплекті (42 зуби згідно зубної формулою), добре поєднуються. Мускулатура нижньої щелепи і вилиць дуже добре розвинена, але не повинна порушувати прямокутну форму голови, включаючи бороду.
- Очі середнього розміру, овальної форми, прямо посаджені, темні, з живим виразом. Повіки сухі, щільнооблягаючі.
- Вуха: високопосаджені, висять на хрящах, у формі букви «V»; куточки вух прилягають до вилиць. Вони спрямовані вперед. Лінії згинів паралельні і розташовуються на рівні верхньої лінії черепа.

Шия: Потилиця сильна, м'язиста і злегка зігнута. Потужна шия, пропорційна тілу собаки, широка, гармонійно переходить в холку, з хорошим виходом, що надає їй елегантність. Шкіра на горлі добре натягнута, суха, без підвісу.

### Корпус
- Лінія верху: злегка похила від холки до основи хвоста.
- Холка: є найвищою точкою корпусу собаки.
- Спина: сильна, міцна, коротка.
- Поперек: короткий, сильний. Коротка відстань між останнім ребром та стегном створює відчуття компактності собаки.
- Круп: злегка округлений по напрямку до основи хвоста.
- Груди: помірно широкі, овальної форми, глибокі, при огляді в профіль досягає ліктів. Грудна кістка видається вперед за лінію плечового суглоба.
- Живіт: помірно підтягнутий і утворює вздовж всього корпусу собаки красиву вигнуту лінію.
- Хвіст: натуральний, не купіруваний.

Передні кінцівки. При огляді спереду передні кінцівки прямі і паралельні, не занадто близько поставлені стосовно одне до одного, передпліччя прямі.
- Лопатки: пласкі, з добре розвиненою еластичною мускулатурою, за рахунок чого виступають над хребтом в районі грудного відділу, поставлені під кутом 50 градусів відносно горизонту.
- Плече: плечові кістки щільно прилягають до тіла, з добре розвиненою мускулатурою, відносно до лопаток формують кут приблизно 95-105 градусів.
- Лікті: щільно притиснуті до грудей, не вивернуті назовні, але і не підставлені під себе.
- Передпліччя: при огляді з будь-якого боку прямі, добре розвинені, м'язисті.
- Зап'ястя: міцні, злегка виділяються на тлі передпліч.
- П'ясті: прямі, вертикально поставлені при огляді спереду; в профіль — злегка нахилені; сильні і еластичні.
- Лапи: короткі і округлі, пальці зібрані в щільний клубок («котяча лапа»), кігті короткі, темні; подушечки лап тверді.

Задні кінцівки. При огляді в профіль розташовані під нахилом, при огляді спереду прямі, паралельні, не занадто близько поставлені стосовно одне одного.
- Стегно: помірно довге, широке, сильне і мускулисте.
- Коліно: не вивернуте ні зовні, ні внутрішньо.
- Гомілки: довгі і сильні, жилаві, переходять у міцні скакальні суглоби.
- Скакальний суглоб: сильний, стійкий, з хорошими кутами зчленувань, не вивернутий ні зовні, ні внутрішньо.
- Плесна: короткі, розташовані перпендикулярно по відношенню до землі.
- Лапи: пальці короткі, зібрані в щільний клубок; кігті чорні, короткі.

Шкіра: щільно прилягає по всьому тілу.
Шерсть: жорстка, проволокоподібна, густа. Складається з внутрішнього шару — густого підшерстя і зовнішнього, остьового волосу, що щільно прилягає по всьому тілу, середньої довжини. Остьове волосся грубе і жорстке, повинне бути достатньої довжини для забезпечення можливості визначення його структури, не скуйовджене і не хвилясте. Шерсть на інших частинах тіла може мати менш жорстку структуру. На лобі і вухах шерсть трохи коротше, ніж на корпусі. Типовою ознакою породи вважається більш довга шерсть на морді, у вигляді бороди і кудлатих брів, що злегка нависають над очима.
Забарвлення:
- Чисто чорний з чорним підшерстям.
- Перець з сіллю.

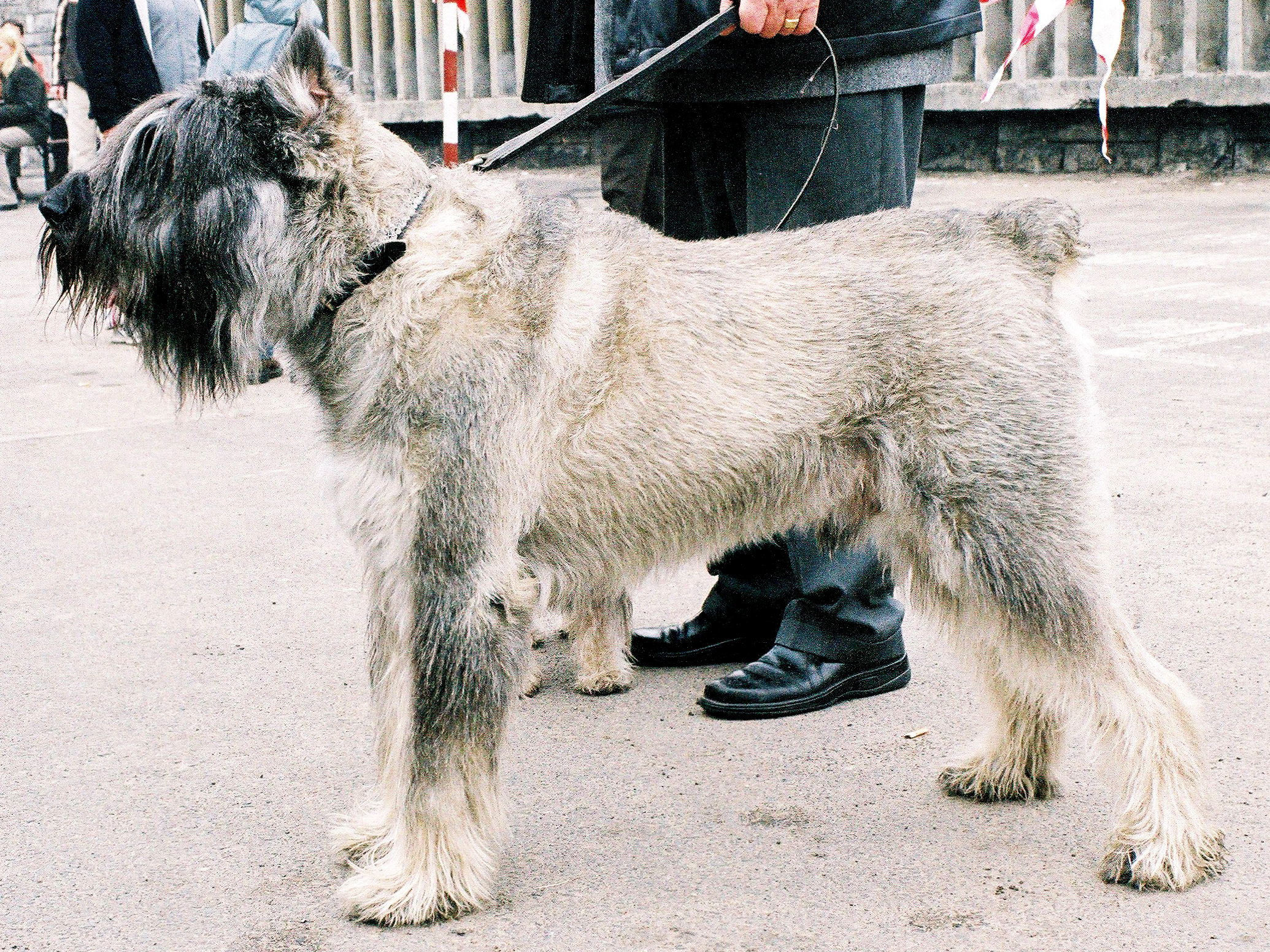
Забарвлення «перець з сіллю»

При розведенні собак забарвлення перець з сіллю, потрібно прагнути до інтенсивно пігментованого кольору «перець», що рівномірно розподілений по всьому шерстному покрову з сірим підшерстям. Допустимі всі відтінки «перець з сіллю» від темно-сталевого до сріблястого кольору. При будь-якому відтінку у собаки має бути присутня темна маска на морді, що підкреслює вираз морди і колір якої повинен гармонійно поєднуватися з забарвленням собаки в цілому. Білі плями на голові, грудях або кінцівках небажані.
Зріст і вага: Висота у холці: Кобелі і суки: від 60 до 70 см
Вага: Кобелі і суки: від 35 до 47 кг.
Недоліки: Будь-які відхилення від наведених вище пунктів розглядаються як недоліки або вади в залежності від ступеня їх вираженості. Зокрема:
- Занадто маленька або занадто коротка голова
- Круглий або важкий череп
- Зморшки на лобі
- Коротка, гостра або широка морда
- Прямий прикус
- Круглі, занадто великі або світлі очі
- Занадто довгі вуха. Несиметрична постава вух
- Занадто сильно виступаючі вилиці або скулові дуги
- «Сира» шкіра на шиї, підвіс
- Слабка, тонка шия
- Занадто довга, опукла або «м'яка» спина
- Горбата спина
- Скошений круп
- Постав хвоста з нахилом від його заснування у бік голови
- Занадто довгі лапи
- Однохідь
- Занадто коротка або занадто довга, тонка, хвиляста, скуйовджена, біла або плямиста шерсть
- Коричневе підшерстя. У забарвленні «перець з сіллю» — чорний «ремінь» на спині або чорний чепрак.
- Відхилення в зросту до 2 см в ту або іншу сторону.

За стандартом породи серйозні недоліки:
- Груба або легка статура, коротконогість або довгоногість.
- Вивернуті лікті.
- Бочкоподібний постав задніх кінцівок.
- Відхилення в зрості від 2-х до 4-х см в ту або іншу сторону.

Дискваліфікаційні вади:
- Боягузлива, агресивна, злобна, знервована поведінка. Зайва недовірливість.
- Потворності будь-якого типу.
- Недостатній породний тип.
- Дефекти прикусу: недокус, перекус, перекіс щелепи.
- Грубі дефекти в окремих статтях, такі як дефекти складання, шерсті і забарвлення.
- Відхилення в зрості більш ніж на 4 см в ту або іншу сторону.
- Будь-яка собака, що має явні фізичні або поведінкові недоліки повинна бути дискваліфікована.

## Використання
Використання: охоронець і собака-компаньйон, поліцейська службова собака, шукач.
Спочатку різеншнауцер використовувався на півдні Німеччини як собака-погонич в'ючних тварин і охоронець худоби. На початку вісімнадцятого століття в Мюнхені різеншнауцери охороняли пивні бари та крамниці м'ясника. Пізніше цих собак стали використовувати в своїй роботі поліцейські та військові. Завдяки своїм розмірам і зовнішньому вигляду, різеншнауцери і зараз широко використовуються для особистої охорони та охорони майна. Крім усього іншого, це прекрасні собаки-компаньйони, вони непогано приживаються в міських умовах. З 1913 року ця порода була включена в Книгу розведення і в 1925 році була визнана як робоча собака.

## Прогулянки
Необхідні тривалі прогулянки і великі фізичні навантаження. Собака сильна і активна, тому бажані регулярні пробіжки, а в зимовий час — буксирування лижника. Але подібні навантаження можна давати не раніше, ніж у півторарічному віці, оскільки до цього віку зв'язки ще недостатньо зміцніли.